# Kragskovhede Fængsel
Statsfængslet på Kragskovhede er et af Kriminalforsorgens åbne fængsler, der er beliggende i Kragskovhede vest for landsbyen Jerup i Vendsyssel ca. 12 km nord for Frederikshavn. Fængslet blev taget i brug i 1948 og har 1500 tønder land, hvoraf noget bruges til landbrug, men den største del ligger som naturområde. Nuværende fængselsinspektør er Lene Elsig Theilgaard.

## Historie
- 1930'erne – lejren oprettes som arbejdslejr, en frivillig foranstaltning for unge arbejdsløse.
- 1943 – lejren inddrages af den tyske besættelsesmagt til husning af troppetransporter, materiel og krigsfanger.
- 1945 – den 27. august blev lejren overtaget af det danske fængselsvæsen under navnet Straffelejren på Kragskovhede, blev blandt andet brugt ved anbringelse af landssvigere.
- 1947 – de sidste landssvigere forlader lejren og den bliver indrettet til kriminelle recidivister.
- 1947 – fængselsvæsenet anlægger Kragskovhedebanen.
- 1963 – Kragskovhedebanen bliver nedlagt.

## Kapacitet
Statsfængslet på Kragskovhede er et åbent fængsel, men har også en halvåben og en lukket afdeling. Der er i alt 211 pladser, heraf er de 26 på den halvåbne afdeling og 50 på den lukkede afdeling. Fængslet modtager især dømte fra Nordjylland; Randers, Aarhus, Viborg og Grenaa. 
De 211 fængselsafsonere er omtrent ligeligt fordelt på 8 belægningsafdelinger. En enkelt fællesskabsafdeling i det åbne fængsel med 21 pladser består udelukkende af enestuer, medens der på hver af de øvrige fællesskabsafdelinger i den åbne del af fængslet er både en- og tomandsstuer. Statsfængslet har også en halvåben afdeling med 26 enestuer, et lukket afsnit med 50 enestuer, syge- og isolationsafdeling, vaskeri, depot, administrationsbygning og et antal værkstedbygninger. I de gamle træbygninger, som fængselsvæsenet overtog i 1945, er der etableret skole- og fritidslokaler, der sammen med en kirke og et idrætsanlæg rummer de kulturelle udfoldelsesmuligheder for de indsatte. De nedlagte lejre ved Mosbjerg og Råbjerg bruges nu som landbrugs- og lagerbygninger.